# Gare de Berlin-Buch
La gare de Berlin-Buch est une gare située dans le quartier berlinois de Buch, dans l'arrondissement de Pankow. Elle se trouve sur la ligne Berlin-Szczecin. Elle est desservie par les trains de la ligne 2 du S-Bahn berlinois.

## Position
La gare de Buch est située dans le quartier berlinois de Buch, dans l'arrondissement de Pankow, à environ 15 kilomètres au nord-est du centre-ville de Berlin et à deux kilomètres des limites de la ville. La gare se trouve sur la Wiltbergstrasse. La gare de Röntgental, qui se trouve déjà à l'extérieur de Berlin, est à environ 2,2 km au nord-est, la gare de Karow à environ 2,7 km au sud-ouest. La gare est située dans la zone tarifaire Berlin B de l'association des transports de Berlin-Brandebourg (de).

## Histoire
Après la mise en service de la ligne de Stettin au début des années 1840, aucun train ne s'arrête. Un point d'arrêt est finalement créé le 26 juin 1879. Un bâtiment d'accueil est construit entre 1912 et 1914, dont les architectes sont Ernst Schwartz et Karl Cornelius. Le 8 août 1924, les premiers tronçons de la route à Berlin sont électrifiés ; La gare de Buch fait également partie de ces gares. En raison des importants dégâts de guerre, les opérations complètes sont interrompues en avril 1945. Deux mois plus tard, la réouverture a lieu le 11 juin, mais au départ, seuls les trains à vapeur circulent. Le 13 août 1945, l'exploitation du S-Bahn électrique reprend. À l'automne 1975, un incendie se déclare dans le hall de la gare. L'une des conséquences est la destruction complète du système d'éclairage. En 1985, un nouveau bâtiment de surveillance est construit et un an plus tard, la plate-forme est reconstruite. À la fin des années 1980, un deuxième accès au sud est créé, équipé d'une rampe et d'un tunnel traversant tout le remblai ferroviaire. En outre, le toit du quai est agrandi, de nouveaux bords de quai en béton sont créés, des indicateurs de direction sont installés et la gare est depuis lors sans obstacle. Pour ce faire, la plateforme a dû être élargie. Depuis décembre 1991, l'opération continue à deux voies a repris. Étant donné que le projet de construction de Karower Kreuz (de) suscite de nombreuses critiques, l'assemblée du conseil de district (de) (BVV) et le bureau de district de Pankow soutiennent la création d'un arrêt régional à la gare de Buch, mais celui-ci échoue devant le Sénat. Regula Lüscher, directrice du bâtiment au Sénat, déclare : « En raison de la proximité de la gare régionale existante de Bernau et de la station tour Karower Kreuz prévue, la création d'un arrêt de transport régional à Buch entraîne des distances d'arrêt trop courtes et une augmentation du temps de trajet des voyageurs. passagers de passage.

## Installations

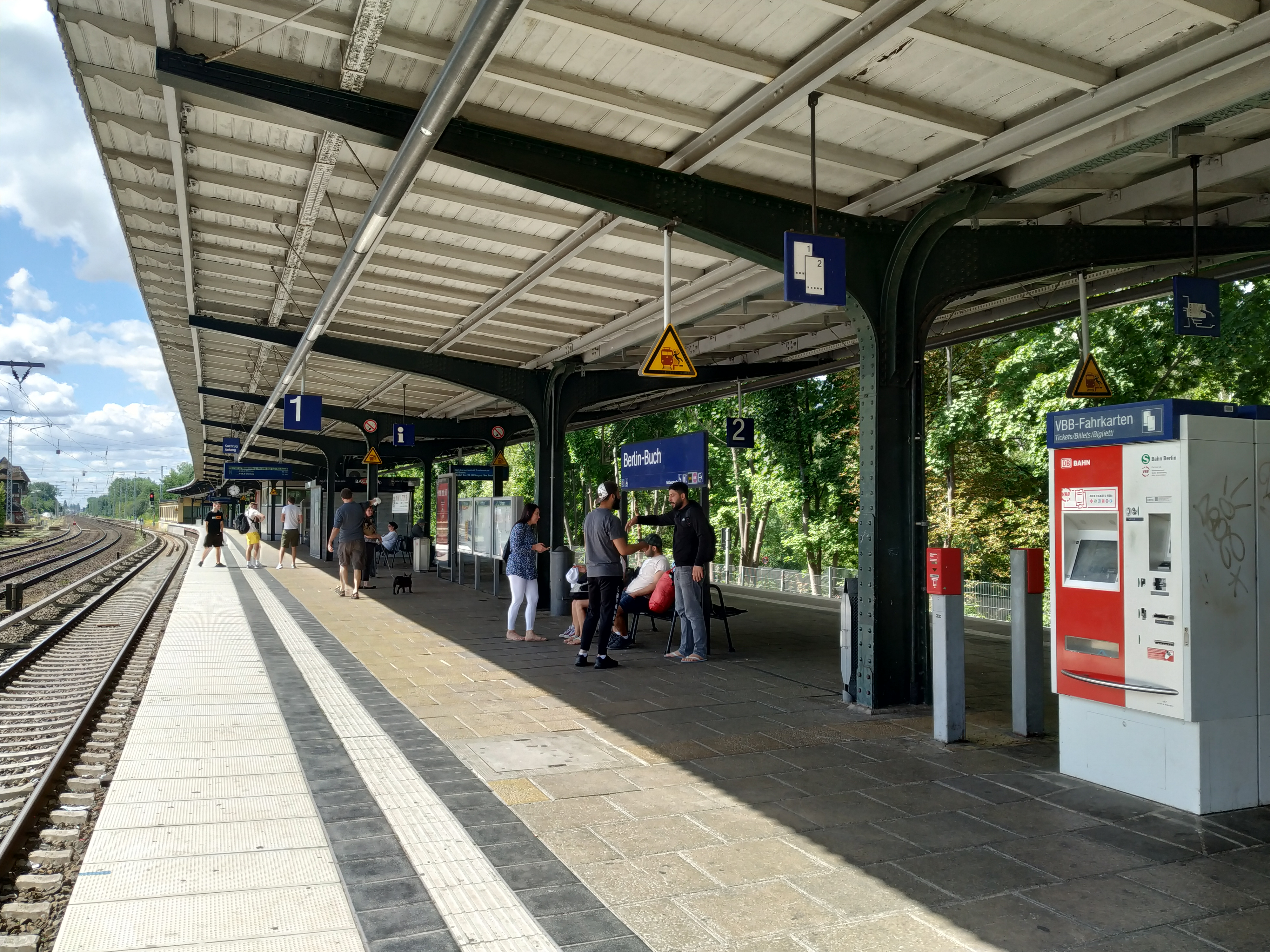
Plate-forme

La gare dispose d'un quai central que le S-Bahn utilise des deux côtés. Du côté Est, il y a deux voies ferrées longue distance. La plateforme dispose d'un toit, d'un bâtiment de supervision et d'un petit snack-bar. La gare avec le bâtiment d'accueil, l'escalier, le quai central, les ponts ferroviaires et le poste de signalisation est en grande partie présentée dans sa forme historique et est donc classée avec les éléments mentionnés ci-dessus comme monument classé.

## Connexions
Les lignes de bus BVG 150, 158, 259 et 353 ainsi que la ligne de bus 893 de la compagnie de bus Barnim desservent également la gare.